# 斛斯椿
斛斯 椿（こくし ちん、495年 - 537年）は、中国の北魏末の軍人。字は法寿。本貫は広牧郡富昌県。高車（鉄勒）斛薛部の出身。

## 経歴
斛斯敦の子として生まれた。孝明帝のとき河西で叛乱が起こると、斛斯椿は一家を率いて爾朱栄に投じ、爾朱栄の都督府で鎧曹参軍を兼ねた。爾朱栄の征戦に従って功績があり、厲威将軍に任ぜられた。しばらくして中散大夫に転じ、外兵事を代行した。斛斯椿はたくみに取り入って爾朱栄の信任を得て、軍事の計画策定に関与した。
528年、孝明帝が殺害されると、斛斯椿は爾朱栄に従って洛陽に入った。孝荘帝が即位すると、斛斯椿は陽曲県開国公に封ぜられ、散騎常侍・平北将軍司馬に転じた。間もなく爾朱栄の大将軍府で司馬となった。葛栄討伐に従い、功績により上党郡太守に任ぜられた。529年、元顥が洛陽に入ると、斛斯椿は爾朱栄に従って孝荘帝を迎え、元顥を攻撃した。元顥が敗れると、安北将軍・建州刺史に転じ、深沢県公に改封され、鎮東将軍・徐州刺史に転じ、また征東将軍・東徐州刺史に転じた。
530年、爾朱栄が殺害され、梁の武帝蕭衍が汝南王元悦を魏主に立てると、斛斯椿は部下を率いて元悦に帰順した。元悦は斛斯椿を使持節・侍中・大将軍・領軍将軍・領左右・尚書左僕射・司空公に任じ、霊丘郡開国公に封じ、大行台前駆都督とした。爾朱兆が洛陽に入ると、斛斯椿は元悦に叛いて爾朱兆に帰順した。
爾朱世隆が長広王元曄を擁立するにあたって、斛斯椿もその計画に参与し、その功績により侍中・驃騎大将軍・儀同三司・京畿北面大都督に任ぜられ、城陽郡開国公に改封された。間もなく開府儀同三司の位を加えられた。父の斛斯敦が秀容で死去したとの情報が伝わると、斛斯椿は自分の位階を減らして父に贈るよう願い出て、父の贈位を襄威将軍から車騎将軍・恒州刺史に格上げした。間もなく父が実は生存していることが伝わると、斛斯椿の官位は戻され、斛斯敦も車騎将軍・揚州刺史とされた。このように爾朱世隆は斛斯椿を厚遇した。
531年、斛斯椿は爾朱度律や爾朱仲遠らとともに高歓を討つために、陽平におもむいた。しかし爾朱兆と爾朱度律らは互いに疑いあって逃げ帰った。532年、斛斯椿は爾朱度律らとともに高歓と戦って、韓陵に敗れた。そこで斛斯椿は賈顕智らと桑下で盟約して、爾朱氏の誅滅をはかった。斛斯椿は北中城に入ると、爾朱氏の部曲を皆殺しにし、長孫稚や賈顕智らに爾朱世隆と爾朱彦伯の兄弟を襲撃させ、閶闔門外で斬らせた。斛斯椿は洛陽に入り、爾朱世隆兄弟の首を門樹にかけさせた。父の斛斯敦は「お前は爾朱氏と約して兄弟となったのに、今はその頭を家門にかけている、天地にかけて恥ずかしくないのか」と言った。斛斯椿は爾朱世隆兄弟の首級と爾朱度律と爾朱天光の身柄を高歓のもとに送った。孝武帝は斛斯椿を侍中・儀同開府に任じた。
爾朱仲遠の下の都督であった喬寧・張子期が高歓に降ったが、高歓はその裏切りを責めて斬り捨てた。斛斯椿は何度も寝返っていたので、喬寧らの死を見て不安になり、孝武帝をそそのかして高歓から離反させた。高歓が斛斯椿らの討伐を決めると、孝武帝が兵を率いて河橋に出て、斛斯椿は前軍として邙山の北に陣を布いた。間もなく虎牢に移った。斛斯椿の弟で豫州刺史の斛斯元寿と都督の賈顕智は滑台を守っていたが、高歓が相州刺史の竇泰に命じて斛斯元寿らを撃破した。斛斯椿は孝武帝に西遷を勧め、孝武帝が関中に入ると、斛斯椿もまた長安に逃れた。侍中のまま尚書令となり常山郡公に封ぜられた。尚書令のまま司徒となった。
535年1月、西魏が建てられると太保となった。536年9月、太傅に転じた。537年4月、死去した。享年は43。大将軍・録尚書事・都督三十州諸軍事・侍中・恒州刺史・常山郡王の位を追贈された。諡は文宣といった。
子に斛斯悦・斛斯恢・斛斯徴・斛斯演があった。

## 伝記資料
- 『魏書』巻八十 列伝第六十八
- 『北史』巻四十九 列伝第三十七